# Classique mondiale de baseball
La Classique mondiale de baseball professionnel est une compétition internationale de baseball créée en 2006. Le Japon remporte les deux premières éditions,.
Cette épreuve est coorganisée par la Fédération internationale de baseball, la Ligue majeure de baseball, le syndicat des joueurs professionnels de la MLB et d'autres ligues et syndicats professionnels non-américains.
Initialement réservée à seize formations, la compétition évolue en 2013 et passe à 28 équipes. Les quatre nations ayant terminé à la dernière place de leur poule lors de la dernière classique sont rejointes par douze nations invitées et se disputent quatre places qualificatives lors d'une phase de poules l'année précédent l'édition suivante. Les vainqueurs rejoignent les douze formations qualifiées d'office pour la phase finale.

## Formule de la compétition
La première édition se dispute selon la formule de groupe classique : chaque équipe affronte toutes les autres équipes de son groupe. Cette formule génère des cas d'égalité difficiles à trancher, aussi la deuxième édition se joue selon le principe de la double élimination. À chaque stade de la compétition, une équipe doit perdre deux matches pour être éliminée. Les demi-finales et la finale se jouent toujours sur un match.
Pour la troisième édition, la compétition se déroule en deux temps : une phase qualificative et une phase finale. En qualification, seize équipes sont réparties en quatre poules de quatre. Les vainqueurs de poule rejoignent douze sélections qualifiées d'office selon leurs résultats de l'édition 2009. La phase finale se joue selon le principe de double élimination.
En 2005, le gouvernement américain fait savoir qu’il s’oppose à la participation de l’équipe cubaine à la Classique embargo auquel Washington soumet l’île depuis 1962. Les protestations internationales conduisent Washington à accepter la participation cubaine.

## Palmarès
| Année | Pays hôte                                  | Finale           | Finale                               | Finale            | Demi-finalistes    | Demi-finalistes  | Participants |
| Année | Pays hôte                                  | Médaille d'or    | Score Lieu                           | Médaille d'argent | Médaille de bronze | Quatrième        | Participants |
| ----- | ------------------------------------------ | ---------------- | ------------------------------------ | ----------------- | ------------------ | ---------------- | ------------ |
| 2006  | Japon Porto Rico États-Unis                | Japon            | 10-6 Petco Park, San Diego           | Cuba              | Corée du Sud       | Rép. dominicaine | 16           |
| 2009  | Canada Japon Mexique Porto Rico États-Unis | Japon            | 5-3 (10) Dodger Stadium, Los Angeles | Corée du Sud      | Venezuela          | États-Unis       | 16           |
| 2013  | Japon Porto Rico Taïwan États-Unis         | Rép. dominicaine | 3-0 AT&T Park, San Francisco         | Porto Rico        | Japon              | Pays-Bas         | 16           |
| 2017  | Japon Mexique Corée du Sud États-Unis      | États-Unis       | 8-0 Dodger Stadium, Los Angeles      | Porto Rico        | Japon              | Pays-Bas         | 16           |
| 2023  | Japon Taïwan États-Unis                    | Japon            | 3-2 LoanDepot Park, Miami            | États-Unis        | Mexique            | Cuba             | 20           |
| 2026  | À venir                                    |                  |                                      |                   |                    |                  | À venir      |

### Bilan par nation
| Rang | Équipe           | Vainqueur            | Finaliste      | Troisième      | Quatrième      | Total |
| ---- | ---------------- | -------------------- | -------------- | -------------- | -------------- | ----- |
| 1    | Japon            | 3 (2006, 2009, 2023) | -              | 2 (2013, 2017) | -              | 5     |
| 2    | États-Unis       | 1 (2017)             | 1 (2023)       | -              | 1 (2009)       | 3     |
| 3    | Rép. dominicaine | 1 (2013)             | -              | -              | 1 (2006)       | 2     |
| 4    | Porto Rico       | -                    | 2 (2013, 2017) | -              | -              | 2     |
| 5    | Corée du Sud     | -                    | 1 (2009)       | 1 (2006)       | -              | 2     |
| 6    | Cuba             | -                    | 1 (2006)       | -              | 1 (2023)       | 2     |
| 7    | Venezuela        | -                    | -              | 1 (2009)       | -              | 1     |
| 8    | Mexique          | -                    | -              | 1 (2023)       | -              | 1     |
| 9    | Pays-Bas         | -                    | -              | -              | 2 (2013, 2017) | 2     |